# Rum Cay Island
Rum Cay Island är en ö i Bahamas.   Den ligger i distriktet Rum Cay, i den sydöstra delen av landet, 300 km sydost om huvudstaden Nassau. Arean är 78 kvadratkilometer.
Terrängen på Rum Cay Island är mycket platt. Öns högsta punkt är 37 meter över havet. Den sträcker sig 8,7 kilometer i nord-sydlig riktning, och 16,2 kilometer i öst-västlig riktning.
I omgivningarna runt Rum Cay Island växer i huvudsak städsegrön lövskog.